# High Hopes
High Hopes er det attende studiealbum af den amerikanske rockmusiker Bruce Springsteen, som blev udgivet af Columbia Records den 14. januar 2014. På albummet medvirkede E Street Band sammen med den tidligere Rage Against the Machine-guitarist, Tom Morello og de to tidligere og nu afdøde E Street Band-medlemmer, Clarence Clemons og Danny Federici. Annonceringen af det nye album blev foretaget på Bruce Springsteens officielle Facebook-side den 24. november 2013. Albummets første single og musikvideo, "High Hopes" blev udgivet den 25. november 2013.
"High Hopes" er et cover af det hedengangne Los Angeles-band The Havalinas, som Springsteen har lavet en tidligere version af tilbage i 1995 til dokumentaren Blood Brothers. Sammen med E Street Band fremførte Springsteen og guitarist Tom Morello "High Hopes" i Australien i marts 2013. Morello deltog i Springsteens Australien-turné i foråret i stedet for Steven Van Zandt, der var optaget i forbindelse med indspilningen af tv-serien Lilyhammer.

## Baggrund
Mange af sangene på High Hopes er coversange – nyindspillede versioner af tidligere udgivne Springsteen-sange. Albummets titel og første single, "High Hopes" blev oprindeligt indspillet i 1995 og udgivet på EP'en Blood Brothers i 1996. "American Skin (41 Shots)" blev oprindeligt skrevet og indspillet i 2000 som reaktion til NYPD's drab på den 23-årige Amadou Diallo i februar 1999 – en troende muslim og immigrant fra Guinea. En liveversion af sangen blev officielt udgivet på Live in New York City i 2001. Under Wrecking Ball-touren i 2012 begyndte Springsteen at spille sangen igen, som en hyldest til Trayvon Martin. "The Ghost of Tom Joad" var den første single fra albummet af samme navn i 1995 og er blevet fremført adskillige gange med Springsteen på vokal og Morello på guitar. Sangen er også blevet indspillet som en coverversion af Morellos tidligere band Rage Against the Machine i 1997, og den dukkede op igen på deres album Renegades i 2000.
"Harry's Place" blev oprindeligt indspillet til The Rising i 2002, men Springsteen pillede selv nummeret ud, da han ikke syntes teksten passede til resten af pladen. "The Wall" skrev Springsteen omkring 1998, baseret på en idé fra Joe Grushecky. Sangen blev oprindeligt opført i 2003 ved en akustisk støttekoncert til fordel for magasinet Doubletake Magazine. Historien stammer dog fra en endnu tidligere fortid. Hovedpersonen i "The Wall" spillede i et lokalt New Jersey-band The Motifs, som var et stort forbillede for en meget ung Springsteen. "Heaven's Wall", "Down in the Hole" og "Hunter of Invisible Game" blev alle indspillet i perioden 2002–2008.
"Just Like Fire Would" er en coverversion af det australske punk-rock band The Saints' single fra 1986, mens "Dream Baby Dream" er en coverversion af protopunk bandet Suicides single fra 1979.

## Trackliste
Alle sange er skrevet og komponeret af af Bruce Springsteen, bortset fra de noterede.
| #   | Titel                                      | Længde |
| --- | ------------------------------------------ | ------ |
| 1.  | "High Hopes (Tim Scott McConnell)"         | 4:57   |
| 2.  | "Harry's Place"                            | 4:04   |
| 3.  | "American Skin (41 Shots)"                 | 7:23   |
| 4.  | "Just Like Fire Would (Chris Bailey)"      | 3:56   |
| 5.  | "Down In The Hole"                         | 4:59   |
| 6.  | "Heaven's Wall"                            | 3:50   |
| 7.  | "Frankie Fell In Love"                     | 2:48   |
| 8.  | "This Is Your Sword"                       | 2:52   |
| 9.  | "Hunter Of Invisible Game"                 | 4:42   |
| 10. | "The Ghost of Tom Joad"                    | 7:33   |
| 11. | "The Wall"                                 | 4:20   |
| 12. | "Dream Baby Dream (Martin Rev, Alan Vega)" | 5:00   |

Amazon.com udgav desuden en eksklusiv 'limited edition' CD/DVD-udgave af albummet, der omfattede en livekoncert af hele Born in the U.S.A. albummet, der blev optaget under Wrecking Ball-touren i 2012 i London.

## Medvirkende

### E Street Band
- Bruce Springsteen – vokal, guitarer, harmonika, klaver, percussion
- Roy Bittan – klaver, keyboards, harmonika
- Clarence Clemons – saxofon
- Danny Federici – organist, keyboards
- Charles Giordano – organist, harmonika, keyboards
- Nils Lofgren – guitarer, baggrundsvokal
- Patti Scialfa – baggrundsvokal
- Garry Tallent – bass
- Soozie Tyrell – violin, guitarer, baggrundsvokal
- Steven Van Zandt – guitarer, mandolin, baggrundsvokal
- Max Weinberg – trommer